# Gerdi Westermeyr
Gerdi Westermeyr (* 22. Dezember 1935 in München als Gerdi Hibler) ist eine deutsche Schneidermeisterin, Geschäftsführerin und langjährige Repräsentantin des Deutschen Handwerks.
Westermeyr besuchte die Volksschule in Prien und die Oberrealschule in Traunstein, die sie mit der mittleren Reife verließ. Daraufhin machte sie die Lehre zur Damenschneiderin, die sie 1958 mit der Meisterprüfung beendete, und eröffnete anschließend ein Maßatelier in Prien am Chiemsee. 1984 schloss sich dieses Atelier einem Modefachgeschäft für exklusive Damen- und Herrenmode an, 1988 gründete Westermeyr eine eigene GmbH, deren alleinige Geschäftsführerin sie wurde. Von 1973 bis 1994 war sie Obermeisterin der Innung des Bekleidungshandwerks Rosenheim, 1976 wurde sie Landesinnungsmeisterin, 1979 stellvertretende Vorsitzende des Bundesverbandes des Bekleidungshandwerks. 1990 wurde sie zur Präsidentin des Deutschen Mode-Instituts in München sowie in das Präsidium des Zentralverbandes des Deutschen Handwerks gewählt, 1994 zur Vizepräsidentin der Handwerkskammer für München und Oberbayern. Vom 10. Juli 1995 bis zur Auflösung Ende 1999 war sie Mitglied des Bayerischen Senats.
Gerdi Westermeyr ist Mitglied bei Soroptimist International.
Das Fachgeschäft in Prien existiert noch heute. Gerdi Westermeyr ist auch weiterhin Geschäftsführerin, Inhaberin ist nunmehr ihre Tochter Sabine.